# Śākyaśrībhadra

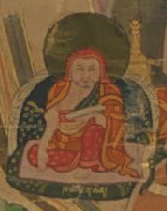
Śākyaśrībhadra

Der Kaschmirische Pandit Śākyaśrībhadra bzw. Khache Panchen Shakya Shri (geb. 1127 (?); gest. 1225) war ein berühmter kaschmirischer Gelehrter des tibetischen Buddhismus. Er ist Verfasser einer Chronologie der buddhistischen Geschichte aus dem Jahr 1207, die er in Thangpoche zusammenstellte.
Seiner Kalkulation zufolge ereignete sich das Parinirvana des Sakyamuni im Jahr 544 v. Chr.
Die Sakya-Gründung des ursprünglich zur Kadam-Schule des tibetischen Buddhismus gehörenden Klosters Tshongdu Tshogpa (tib. Tshong 'dus tshogs pa; chin. Congdui Cuoba si 葱堆措巴寺) in Chanang (Dranang) im unteren Drachi-Tal erfolgte durch ihn, sowie die Gründung des Klosters Tse Tsetshog in Nêdong (Nedong).
Sakya Pandita Künga Gyeltshen (1182–1251) war einer seiner Schüler.